# Achurjan (řeka)
Achurjan (arménsky Ախուրյան, rusky Ахурян – Achurjan nebo Западный Арпачай – Zapadnyj Arpačaj, ázerbájdžánsky Qərbi Arpaçay, turecky Arpaçay) je řeka v Zakavkazsku. Je dlouhá 186 kilometrů a má rozlohu povodí 9670 čtverečních kilometrů.
Vytéká z jezera Arpi v severozápadní arménské provincii Širak a teče převážně na jih. Západně míjí Gjumri a napájí Achurjanskou přehradu na arménsko-turecké hranici. Od výtoku z přehrady až k ústí zleva do Araksu nedaleko historického Bagaranu tvoří Achurjan hranici mezi Arménií a Tureckem.